# Méricourt-l'Abbé

Méricourt-l'Abbé este o comună în departamentul Somme, Franța. În 1 ianuarie 2022 avea o populație de 595 de locuitori.